# 데라야마 슈지

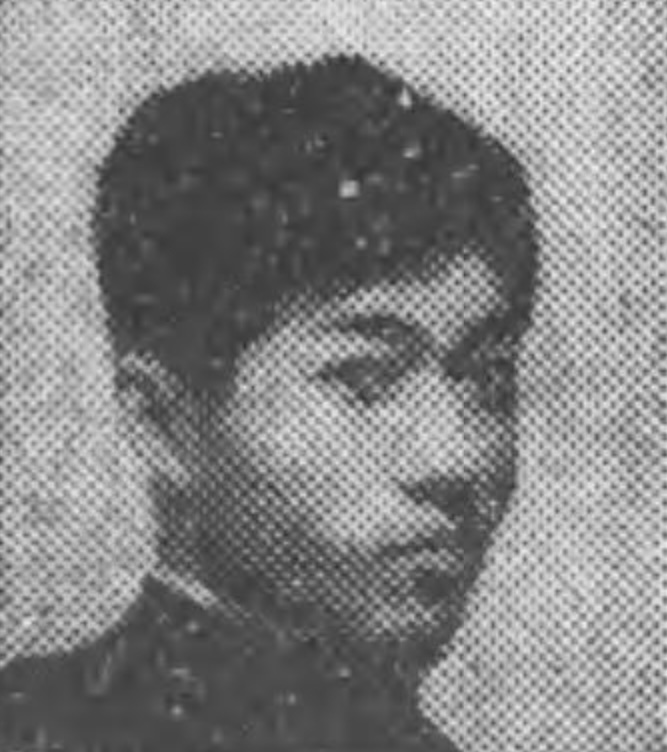

데라야마 슈지(寺山修司, 1935년 12월 10일 ~ 1983년 5월 4일)는 일본의 아방가르드 시인, 극작가, 작가, 영화 감독, 사진가이다.
아오모리현 히로사키시에서 1935년 12월 10일 태어났다.

## 작품

### 희곡
- 책을 버리고 거리로 나가자(書を捨てよ町へ出よう)
- 모피의 마리

### 장편 영화
- 전원에 죽다 (1974년)
- 상하이 이인창관 (1981년)
- 안녕 하코부네 (1984년)

## 같이 보기
- 아오모리 대공습